# Idioma waripano
El waripano, panobo o pano es una lengua de la familia pano, hablada en el departamento de Loreto y extinta en la segunda mitad del siglo XX (hacia los años 1990).

## Nombres de la lengua
El nombre "waripano" proviene de los términos waria 'dale-dale (tubérculo blanco comestible)' y pano- 'Armadillo gigante (Priodontes maximus)', es decir, el nombre de animal totémico con el que se identificaban los panobo (el nombre de la etnia era panobo 'los [del pueblo del] armadillo'). La familia pano de hecho toma su nombre de los panobo.

## Descripción gramatical
Los datos preliminares indican que el waripano muestra un sistema de ergatividad escindida: los pronombres muestran un alineamiento morfosintáctico de tipo nominativo-acusativo, los sustantivos exhiben un marcaje ergativo-absolutivo. S. Parker y el profesor shipibo A. Ramírez Cairuna trabajaron en 1991 con Arquímedes Sinuiri Nunta, que posiblemente fue el último hablante nativo de waripano. El siguiente cuadro resume el repertorio de pronombres que exhibe el esquema nominativo-acusativo:
| Persona | Agente y Sujeto | Agente y Sujeto | Objeto    | Objeto         |
| Persona | singular        | plural          | singular  | plural         |
| ------- | --------------- | --------------- | --------- | -------------- |
| '1ª'    | e-bi            | numi <*no-bi    | e-a       | no-ko          |
| '2ª'    | mi-bi           | mibon-bi        | mi-a      | mi-to/ mi-tato |
| '3ª'    | ja-bi           | jabon-bi        | ja <*ja-a | ja-to          |

Puede observarse que el agente de una oración transitiva y el sujeto de una oración intransitiva requieren la misma forma, mientras que el objeto de una oración transitiva requiere una forma diferente. Ese reparto de formas es precisamente un esquema nominativo-acusativo.

## Texto
Neno ebi iki; nato nojkon papa yosibonin mananti manax. Jara ebi nijawetianbi bismanojkoyai kai. Mawaxon pairira ebi bismanojkonox iki. Nojkon tita manan, nojkon papaboni manan. Ebira nijawetianbi bismanojkoyamai

"Aquí estoy, hablando la lengua de mis antepasados. Nunca la voy a olvidar. Recién cuando me muera la olvidaré. Es la lengua de mis abuelas y mis abuelos. Nunca la he de olvidar"
Arquímedes Sinuiri Nunta, posiblemente último hablante del waripano

### Artículos
- Valenzuela, Pilar (2000): "Ergatividad escindida en wariapano, yaminawa y shipibo-konibo"  en Indigenous languages of lowland South America. Essays on indigenous languages of lowland South America. Contributions to the 49th International Congress of Americanists in Quito 1997, Universidad de Leiden.

- Datos: Q3141869